# 왕스젠
왕스젠(중국어 정체자: 王世堅, 병음: Wáng Shìjiān, 1960년 1월 1일 ~ )은 타이완 민주진보당의 타이베이시 의원이자 입법위원이다. 